# Ernest Lehman
Pour les articles homonymes, voir Lehman.
Ernest Lehman, né le 8 décembre 1915 à New York et mort le 2 juillet 2005 à Los Angeles, est un scénariste célèbre. Nommé six fois aux Oscars, il est en 2001 le premier scénariste à recevoir un Oscar d'honneur pour l'ensemble de son œuvre.

## Biographie
Ernest Lehman est né dans une famille riche de Long Island, dont la fortune est sérieusement affectée par la Grande Dépression. À la sortie du City College de New York, il devient rédacteur publicitaire dans un théâtre de Broadway. Il rédige ensuite de nombreuses nouvelles et histoires courtes dans des magazines comme Colliers, Redbook et Cosmopolitan, ce qui lui vaut très vite l'attention de Hollywood. C'est ainsi qu'en 1950 il signe avec Paramount Pictures un contrat d'écriture.
Son premier film, La Tour des ambitieux, réalisé par Robert Wise, est un succès et on lui demande de travailler sur la comédie romantique Sabrina, une réalisation de Billy Wilder qui sera elle aussi bien reçue par les critiques en plus de valoir à Lehman une première nomination aux Oscars.  En 1957, il cosigne le scénario du film Le Grand Chantage. Réalisé par Alexander Mackendrick, le film adapte un récit de Lehman, publié en 1950 et partiellement autobiographique.
En 1959, Lehman collabore avec Alfred Hitchcock à un scénario original pour ce qui deviendra un des films les plus célèbres du réalisateur, le drame d'espionnage La Mort aux trousses.  Il participe à un autre film important en 1961, alors qu'il retrouve Robert Wise pour l'adaptation cinématographique de la comédie musicale West Side Story.
Il fait partie des rares personnes qui croient en Qui a peur de Virginia Woolf ? (1967), persuadant Jack Warner de financer ce film, qui recevra les honneurs des critiques, tout en étant nommé plusieurs fois aux Oscars. Son film suivant, Hello, Dolly!, une comédie musicale dirigée par Gene Kelly, est un échec.
En 1972, Lehman réalise son premier (et dernier) film, Portnoy et son complexe.  Drame psychologique adapté d'un roman à succès de Philip Roth, le film est plutôt mal reçu. Lehman retrouve Hitchcock en 1975 pour Complot de famille, un suspense humoristique avec lequel Hitchcock conclut sa carrière. Lehman, de son côté, participe à la scénarisation de Black Sunday de John Frankenheimer. On peut considérer qu'il a arrêté d'écrire pour le cinéma en 1979, mis à part quelques projets pour la télévision.
Il a également publié des nouvelles, deux romans et un recueil d'essais.
Il s'est éteint des suites d'une crise cardiaque le 2 juillet 2005.

## Filmographie

### Scénariste
- 1954 : La Tour des ambitieux (Executive Suite)
- 1954 : Sabrina
- 1956 : Le Roi et moi (The King and I)
- 1956 : Marqué par la haine ('Somebody Up There Likes Me)
- 1957 : Le Grand Chantage (Sweet Smell of Success)
- 1959 : La Mort aux trousses (North By Northwest)
- 1960 : Du haut de la terrasse (From the Terrace)
- 1961 : West Side Story
- 1963 : Pas de lauriers pour les tueurs (The Prize)
- 1965 : La Mélodie du bonheur (The Sound of Music)
- 1966 : Qui a peur de Virginia Woolf ? (Who's Afraid of Virginia Woolf?)
- 1969 : Hello, Dolly!
- 1972 : Portnoy et son complexe (en) (Portnoy's Complaint)
- 1976 : Black Sunday
- 1976 : Complot de famille (Family Plot)

### Réalisateur
- 1972 : Portnoy et son complexe (en) (Portnoy's Complaint)

### Producteur
- 1966 : Qui a peur de Virginia Woolf ? (Who's Afraid of Virginia Woolf?)
- 1969 : Hello, Dolly!
- 1972 : Portnoy et son complexe (en) (Portnoy's Complaint)

## Œuvre littéraire

### Romans
- The French Atlantic Affair (1977)
- Farewell Performance (1982)

### Recueil de nouvelles
- Sweet Smell of Success: And Other Stories (1957)

### Essais
- Screening Sickness and Other Tales of Tinsel Town (1982)

## Récompenses et distinctions
- Oscars :
  - 1955 : Nomination à l'Oscar du meilleur scénario adapté pour Sabrina
  - 1962 : Nomination à l'Oscar du meilleur scénario original pour La Mort aux trousses
  - 1962 : Nomination à l'Oscar du meilleur scénario adapté pour West Side Story
  - 1967 : Nomination à l'Oscar du meilleur scénario adapté pour Qui a peur de Virginia Woolf ?
  - 1967 : Nomination à l'Oscar du meilleur film pour Qui a peur de Virginia Woolf ? en tant que l'un des producteurs
  - 1970 : Nomination à l'Oscar du meilleur film pour Hello, Dolly! en tant que l'un des producteurs
  - 2001 : Oscar d'honneur pour l'ensemble de sa carrière

- Golden Globes :
  - 1955 : Gagnant du Golden Globe du meilleur scénario pour Sabrina
  - 1967 : Nomination au Golden Globe du meilleur scénario pour Qui a peur de Virginia Woolf ?

- Prix Edgar-Allan-Poe :
  - 1959 : La Mort aux trousses, gagnant du Prix Edgar-Allan-Poe du meilleur scénario au cinéma 1960
  - 1976 : Complot de famille, gagnant du Prix Edgar-Allan-Poe du meilleur scénario au cinéma 1977
  - 1977 : Black Sunday, nomination pour le Prix Edgar-Allan-Poe du meilleur scénario au cinéma 1978